# جيوفاني ايفرنيتزي
جيوفاني ايفرنيتزي (بالإيطالية: Giovanni Invernizzi)‏ هو مدرب كرة قدم ولاعب كرة قدم إيطالي في مركز الوسط، ولد في 22 أغسطس 1963 في كومو في إيطاليا. لعب مع نادي ريجيانا 1919 ونادي ريجينا ونادي سامبدوريا ونادي كومو.

## وصلات خارجية
- جيوفاني ايفرنيتزي على موقع الاتحاد الأوربي (الإنجليزية)
- جيوفاني ايفرنيتزي على موقع قاعدة بيانات كرة القدم.إي يو (الإنجليزية)
- جيوفاني ايفرنيتزي على موقع عالم كرة القدم.نت (الإنجليزية)